# ها يونغ وون
ها يونغ وون مواليد 20 أبريل 1942 في كوريا الشمالية، هو لاعب كرة قدم كوري شمالي كان يلعب في مركز الدفاع. مثّل منتخب كوريا الشمالية لكرة القدم. سبق له أن لعب في كأس العالم لكرة القدم مع منتخب بلاده في مونديال عام 1966م.

## روابط خارجية
- ها يونغ وون على موقع الاتحاد الدولي (مؤرشف)  (الإنجليزية)
- ها يونغ وون على موقع ناشيونال فوتبول تيمز (الإنجليزية)